# مسلمون بلا طائفة

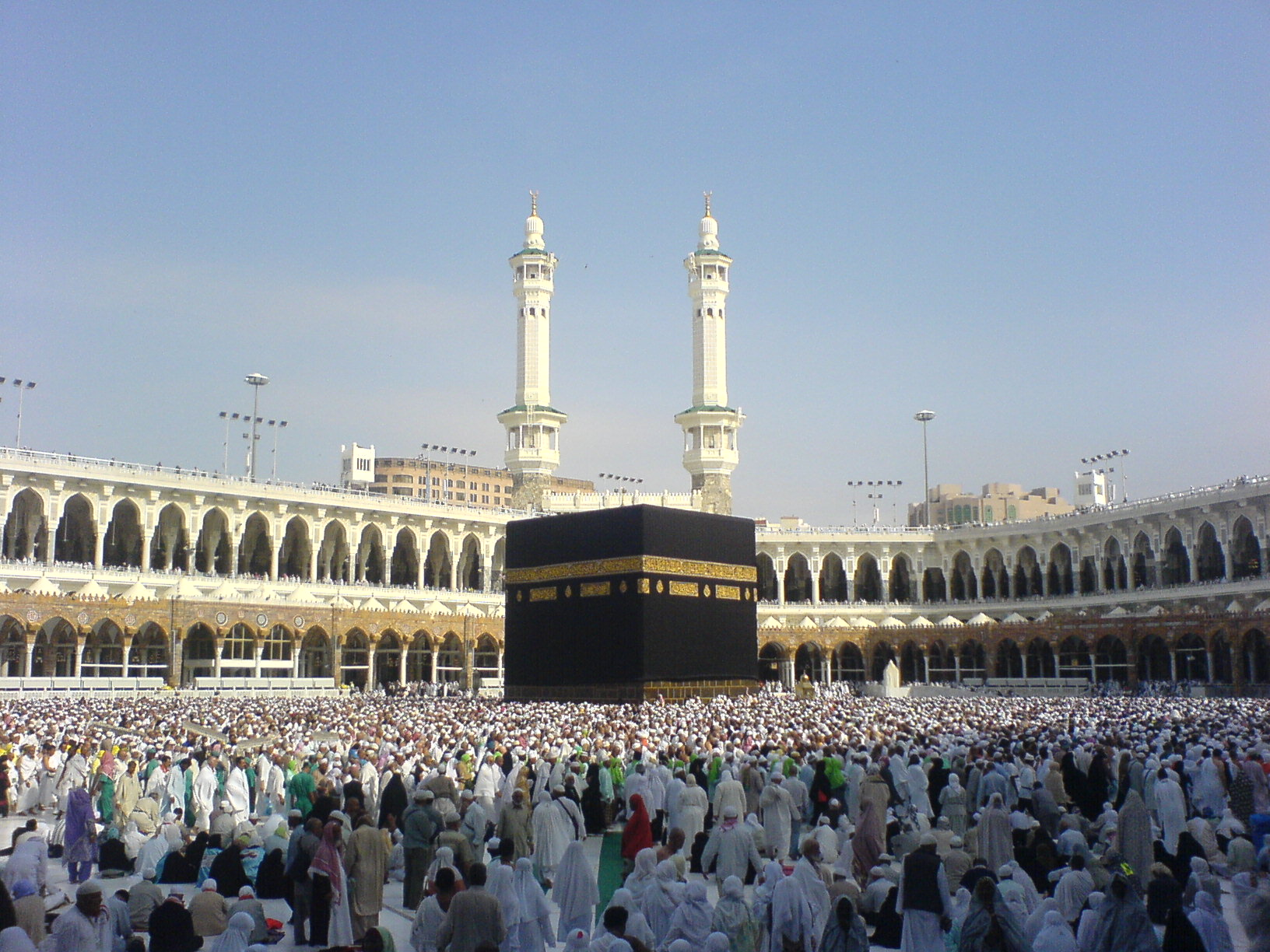
المسلمون في موسم الحج

المسلمون بلا طائفة هم المسلمون الذين ينتمون إلى شكل من أشكال الإسلام ولكن لا تقتصر على أي طائفة معينة أو مذهب يعينه. في الدراسات الاستقصائية عندما طلب من الأفراد تحديد طائفتهم الدينية، أجاب العديد من المسلمين بأنهم فقط مسلمون ولم يذكروا المذهب الديني. في اللغة العربية، قد يُشار إلى هؤلاء بمسلمين آخرين غير مقلدين. يدافع المسلمون بلا مذهب عن موقفهم من خلال الإشارة إلى سور من القرآن مثل آل عمران الآية 103، التي تطلب من المسلمين أن يبقوا موحدين وألا يصبح المسلمون منقسمون. واحد على الأقل من بين كل خمسة من المسلمين في 22 بلدًا عرّف عن نفسه بمسلم بلا طائفة. وجد معهد بيو للأبحاث أن المسلمين بلا طائفة أو مذهب يشكلون الغالبيّة من المسلمين في ستة بلدان، وهي كازاخستان (74%)، وألبانيا (65%) وقيرغيزستان (64%) واندونيسيا (56%) وأوزبكستان (54%)، ومالي (55%).
يمتلك الإسلام تاريخ طويل ومعقد من النزاعات الطائفية، إذ استُغلت هذه النزاعات وضخمها الحكّام لغايات سياسية. من ناحية ثانية، بقيت وحدة الأمة الإسلامية مفهومًا مهمًا، وقد تحدث مفكرون من العصر الحديث ضد هذه الانقسامات الطائفية. اشتملت الشخصيات البارزة التي رفضت أن تُعرّف نفسها من خلال طائفة إسلامية محددة على جمال الدين الأفغاني، ومحمد إقبال ومحمد علي جناح ومصطفى جواد. أفادت تقارير من استطلاعات حديثة أن أجزاءً كبيرةً من العالم يُعرفون أنفسهم بأنهم «مسلمون فقط»، على الرغم من أن هناك القليل من التحليلات المنشورة المتاحة والمتعلقة بالدوافع الكامنة وراء هذا الرد.

## المصطلح
استُخدم مصطلح إسلام بلا طائفة في بعض الأوساط بالتبادل مع مصطلح غير مذهبي، أو بعبارة أخرى «بلا مذهب». لا يجب الخلط بينه وبين مصطلح غير مُقّلد، أو بعبارة أخرى «غير تابع»، الذي يُستخدم لوصف حركات مثل السلفية وأهل الحديث، الذين لا يتبعون بالضرورة أحكام مذهب موروث محدد (مدرسة فقهية)، لكن يسمون أنفسهم مسلمين سنة. من ناحية أخرى، يستخدم بيو الوصف «اختيار عدم الانتماء»، بينما يستخدم المسؤولون الروس مصطلح «مسلمون غير منتمون»، لوصف أولئك الذين لا ينتمون إلى أي قسم أو طائفة. يُستخدم عادةً الاختصار إن دي إم (NDM) لوصف الانتماء الديني للمسلمين بلا طائفة.

## نظرة عامة

### تاريخ الانقسامات في الإسلام
بعد وفاة نبي الإسلام محمد، برزت نظرتين متعارضتين حول من يجب أن يستلم خلافة مجتمع المسلمين بعده. لجأ بعض المسلمين، الذين كانوا يؤمنون أن محمد لم يُصرّح أبدًا عن خليفته، إلى التقليد العربي في اختيار قائدهم من خلال مجلس من الأعضاء ذوي النفوذ في المجتمع. اعتقد آخرون أن محمد اختار ابن عمه وصهره علي بن أبي طالب كي يكون خليفته. أدى هذا الاختلاف في النهاية إلى حرب أهلية حرّضت أنصار علي ضد أنصار معاوية، مؤسس الأسرة الأموية، وتطور هذان المعسكران لاحقًا إلى الطائفتين السنية والشيعية. بالنسبة للشيعة، أصبح علي والأئمة الذين خلفوه تدريجيًا، تجسيدًا لتوجيهات الله المستمرة، وكانوا يميلون إلى التشديد على الوظائف الدينية للخليفة ويستنكرون التسويات السياسية؛ السنة بدورهم كانوا يميلون إلى تقييد وظائفهم الدينية، وتقبلوا بسهولة أكثر الأبعاد البراغماتية. نظرًا لزيادة ترسّخ هذه الاختلافات مع زيادة الأهمية الدينية، أدى ذلك إلى ظهور صيغتين مختلفتين للإسلام.
تطرح إحدى الافتراضات فكرة أن السنة يمثلون الإسلام مثلما وُجد قبل حصول الانقسامات، ويجب أن يؤخذ معيارًا أو مقياسًا. يمكن أن يُعزى هذا الإدراك جزئيًا إلى الاعتماد على مصادر إيديولوجية للغاية، قُبلت على أنها أعمال تاريخية موثوقة، وأيضًا لأن الأغلبية العظمى من السكان هم من الطائفة السنية. يُعتبر كل من الطائفة السنية والشيعية نتاجًا نهائيًا لصراعات بين آيديولوجيات امتدت لعدة قرون. استخدمت كلا الطائفتين بعضهما البعض لتعزيز هوياتهما وانقسامهما.
تحول الصراع بين السنة والشيعة إلى الأسوأ، في الحقبة الحديثة المبكرة، عندما حولت الأسرتين الصفوية والعثمانية الصراع العسكري بينهما إلى حرب دينية، بعد أن جعل الصفويون الشيعية دين الدولة في امبراطوريتهم. خلال تلك الحقبة، بدأ بعض السنة والشيعة يرفضون لأول مرة الاعتراف ببعضهم على أنهم مسلمين واستمر استغلال الطائفية لتحقيق أهداف سياسية في العصر الحديث. أحد الأمثلة على هذه الحروب هي نظام ضياء في باكستان، الذي استغل الانقسامات الطائفية بين السنة والشيعة لمواجهة ازدياد النفوذ الجغرافي السياسي لإيران، إلى جانب صرف الانتباه عن المشاكل السياسية المحلية. استمرت الحكومات التي تبعت حكومة ضياء في باكستان «بالتلاعب بشكل تهكمي بالنزاعات الطائفية للحصول على مكاسب سياسية قصيرة الأمد».